# Volksbank Mainspitze
Die Volksbank Mainspitze eG ist eine deutsche Genossenschaftsbank mit Sitz im Stadtteil Gustavsburg in der hessischen Stadt Ginsheim-Gustavsburg im Landkreis Groß-Gerau.

## Geschichte
Die heutige Volksbank Mainspitze eG entstand durch den Zusammenschluss der Volksbank Gustavsburg eG (Gründung 1926) und der Genossenschaftsbank Ginsheim eG (Gründung 1889) im Jahr 2000. Anschließend fusionierte die Volksbank Mainspitze eG im Jahr 2002 mit der Bischofsheimer Volksbank eG (Gründung 1899) mit dem Sitz in Bischofsheim. Die ehemalige Bischofsheimer Volksbank eGmbH fusionierte im Jahr 1941 mit dem Bischofsheimer Spar- und Darlehnskassenverein eGmbH und im Jahr 1946 mit der Vereinsbank Nauheim eGmbH mit dem Sitz in Nauheim.

## Rechtsverhältnisse
Die Volksbank Mainspitze eG ist im Genossenschaftsregister beim Amtsgericht Darmstadt unter GnR 50228 eingetragen.

## Organisationsstruktur
Rechtsgrundlagen sind das Genossenschaftsgesetz und die durch die Generalversammlung beschlossene Satzung. Organe der Bank sind der Vorstand, der Aufsichtsrat und die Generalversammlung.

## Sicherungseinrichtung
Die Volksbank Mainspitze eG ist der amtlich anerkannten Sicherungseinrichtung des Bundesverbandes der Deutschen Volksbanken und Raiffeisenbanken GmbH und der zusätzlichen freiwilligen Sicherungseinrichtung des Bundesverbandes der Deutschen Volksbanken und Raiffeisenbanken e.V. angeschlossen.

## Geschäftsausrichtung
Die Volksbank Mainspitze eG betreibt das Universalbankgeschäft. Im Verbundgeschäft arbeitet sie mit der DZ Bank, R+V Versicherung, Bausparkasse Schwäbisch Hall, Teambank, VR Smart Finanz, DZ Privatbank, Münchener Hypothekenbank, DZ Hyp und der Union Investment zusammen.

## Geschäftsgebiet
Das Geschäftsgebiet liegt im Nordwesten des Landkreises Groß-Gerau.
An diesen Orten betreibt die Bank Filialen:
- Gustavsburg (Hauptstelle, jur. Sitz)
- Ginsheim (1 Geschäftsstelle + 1 SB-Geschäftsstelle)
- Bischofsheim (Geschäftsstelle)
- Bauschheim (Beratung mit Terminvereinbarung und SB-Geschäftsstelle)

Zudem führt die Volksbank Mainspitze eG ein Tochterunternehmen, die VR-Immobilien GmbH. Der Geschäftssitz mit Geschäftsräumen befindet sich in Ginsheim in der Bouguenais-Allee 14. Beratung, Verkauf, Vermietung, Finanzierung und Verwaltung von Immobilien sind die Grundaufgaben des Tochterunternehmens.